# Art, Design & Architecture Museum
El Museu d'Art, Disseny i Arquitectura (Art, Design & Architecture Museum - AD&A), anteriorment el University Art Museum (UAM), es troba al campus de la UCSB a Goleta, Califòrnia, Estats Units. Construït el 1959, originalment era una galeria d'educació artística de la UCSB. Avui l'AD&A conté una col·lecció de belles arts de més de 8.500 obres.

## Col·lecció
A part de les 8.500 obres originals, l'AD&A també posseeix més d'1.000.000 de dibuixos arquitectònics, fotografies històriques, escrits, scrapbooks i objectes tridimensionals en la col·lecció Arquitectura i Disseny.
Les col·leccions digitals del museu van ser millorades durant la crisi del COVID-19 perquè el públic pogués continuar gaudint dels seus recursos mentre durava la quarantena.

## Declaració
La missió del Museu d'Art, Disseny i Arquitectura de la Universitat de Califòrnia, Santa Bàrbara, és servir com un recurs educatiu únic per a les diverses audiències de la universitat i la comunitat a través de la col·lecció, preservació i interpretació d'obres d'art, arquitectura i disseny. En presentar exposicions innovadores, desafiadores i culturalment diverses, produir catàlegs i altres publicacions, i organitzar programes interdisciplinaris sobre temes de rellevància històrica, social i cultural, l'AD&A cerca promoure beques, inspirar excel·lència creativa i aprofundir en una comprensió de les arts visuals produïdes pels pobles del món, passat i present.